# 7516 Kranjc
7516 Kranjc (1987 MC) là một tiểu hành tinh vành đai chính.